# Marko Kristal
Marko Kristal (* 2. června 1973, Tallinn) je bývalý estonský fotbalový záložník a reprezentant. V současnosti pracuje jako trenér, vede estonský klub FC Levadia Tallinn.

## Klubová kariéra
V Estonsku hrál většinu své kariéry za FC Flora Tallinn (od roku 1988), s níž získal několik ligových titulů a v roce 1998 i double (přidal triumf v estonském poháru). Mimo Floru působil v Estonsku v závěru kariéry v klubu FC Toompea. V zahraničí zažil krátkodobou anabázi ve švédském IF Elfsborg (1999) a zahrál si i ve finském FC Lahti (2000).

## Reprezentační kariéra
V A-mužstvu Estonska debutoval 3. června 1992 v utkání proti Slovinsku, které skončilo remízou 1:1. Celkem odehrál v letech 1992–2005 za estonský národní tým úctyhodných 143 zápasů a nastřílel 9 gólů.

## Trenérská kariéra
V letech 2009–2011 vedl estonský tým Tartu JK Tammeka. Od roku 2011 je trenérem klubu FC Levadia Tallinn, s nímž v roce 2013 vyhrál Meistriliigu a v roce 2014 estonský pohár. V roce 2014 jeho tým neinkasoval 1 736 minut branku (18 utkání), důslednou obranu překonala až ve 2. předkole Ligy mistrů UEFA 2014/15 Sparta Praha, která na Letné vyhrála 7:0.